# Denig Oval

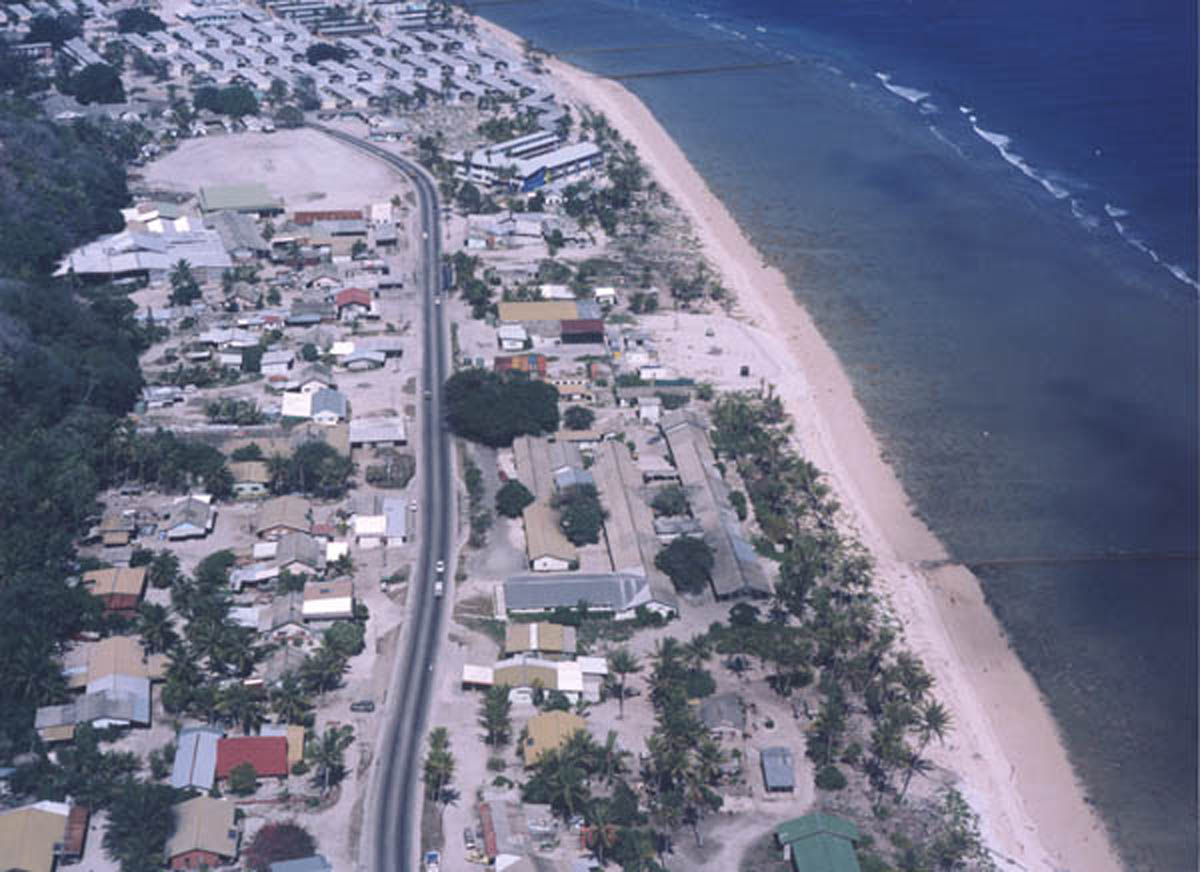
Bei der freien Fläche im oberen linken Teil des Bildes handelt es sich um das Denig Oval (spätestens 2004).

Das Denig Oval, auch als Denig Stadium bezeichnet, ist ein Sportplatz in der Republik Nauru. Es befindet sich im Westen der Insel auf dem Gebiet des Distrikts Denigomodu.

## Nutzung
Die einzigen bekannten „Länderspiele“ einer nauruischen Fußballauswahl im Oktober 1994 und Juni 2014 fanden jeweils im Denig Oval statt.
Bei der Anfang 2011 abgegebenen, nicht erfolgreichen Bewerbung um die South Pacific Mini Games 2017 wurde eine Befestigung des Platzes zur Durchführung des Touch-Rugby-Trainings in Aussicht gestellt. Der Sportplatz wird aktuell als Lagerplatz für Container genutzt.